# Саграмор
Сър Саграмор (на английски: Sagramore или Sagremor) е един от рицарите на Кръглата маса в легендата за крал Артур. Според цикъла „Vulgate Cycle“ Саграмор е син на краля на Унгария и дъщерята на императора на Константинопол.